# Trinidad Martínez Tarragó
Trinidad Martínez Tarragó (Barcelona, España; 1928-Ciudad de México, México; 5 de julio de 2018) fue una académica mexicana de origen español fundadora del Centro de Investigación y Docencia Económicas (CIDE). 

## Orígenes
Trinidad Martínez nació en Barcelona en 1928; su familia era dueña de una fábrica, pero durante la Guerra Civil acabó produciendo armamento; dicha Guerra partió la vida familiar, obligándola a saltar de Barcelona a Badalona, de Manresa a Vic. En enero de 1939 cruzaron la frontera francesa para acabar en el campo de concentración de Prats-de-Mollo. En un capítulo autobiográfico incluido en el libro coordinado por su gran amigo en sus últimos años, David Jorge, relata que “salvó la situación mi hermana, que aprovechando que hablaba perfecto francés, logró cruzar las alambradas y llegar al pueblo llevando de la mano las cadenitas, medallitas, anillitos… todo lo que nos quedaba de las joyitas”.
Con el exilio de la guerra civil española llegó a los 11 años a Veracruz, México a bordo del Orinoco, uno de los históricos buques que transportaron a refugiados tanto del frente español como alemán.

## Estudios
Fue Licenciada en Economía por la Escuela Nacional de Economía de la Universidad Nacional Autónoma de México (UNAM) (1959) y Maestra en Economía por la Universidad de Glasgow en Escocia, donde permaneció 11 años y medio tras incorporarse como profesora a la Universidad de Strathclyde en Glasgow.

## Trayectoria
Después de su estancia en Escocia volvió a México en 1971 con la idea de crear un centro especializado en la enseñanza de la economía a nivel posgrado. .
El 5 de septiembre de 1973, después de tres meses de haberle presentado el proyecto de un centro especializado en la enseñanza de la economía a nivel posgrado a Horacio Flores de la Peña (Secretario del Patrimonio Nacional 1970-1975) y Francisco Javier Alejo (Director del Fondo de Cultura Económica 1972-1974), Trinidad Martínez Tarragó tuvo la aprobación de Luis Echeverría Álvarez, Presidente de la República (1970-1976), para concretar el Centro de Investigación y Docencia Económicas en septiembre de 1973 (del que fue primera directora hasta 1986) y se publica su creación por decreto presidencial a principios de 1974.
En diferentes entrevistas ha mencionado “Mi padre me decía que México nos lo había dado todo sin pedirnos nada. Y que debíamos hacer un esfuerzo por devolverle algo.” Para ella, la creación del CIDE fue un gesto de gratitud, de amor por su segunda patria, la retribución de una deuda de vida.

## Publicaciones
El Fondo de Cultura Económica publicó su libro Las empresas transnacionales: expansión a nivel mundial y proyección en la industria mexicana que escribió junto al economista Fernando Fajnzylber. Un ensayo autobiográfico, titulado "Una memoria personal: Del exilio a la creación del CIDE", fue publicado pocos meses antes de su fallecimiento como parte del libro colectivo Tan lejos, tan cerca: miradas contemporáneas entre España y América Latina, coordinado por el historiador David Jorge en la editorial Tirant lo Blanch.